# Toxoneuron seyrigi
Toxoneuron seyrigi är en stekelart som först beskrevs av Granger 1949.  Toxoneuron seyrigi ingår i släktet Toxoneuron och familjen bracksteklar. Inga underarter finns listade i Catalogue of Life.